# Keith Ripley
Stanley Keith Ripley (* 29. März 1935 in Normanton, West Yorkshire; † 5. November 2012 ebenda) war ein englischer Fußballspieler, welcher zumeist als Außenläufer agierte.

## Karriere
Ab 1954 bis 1958 lief er für Leeds United auf und erreichte in dieser Zeit mit seiner Mannschaft den Aufstieg in die erstklassige First Division. In seiner Zeit bei Leeds erzielte er 15 Tore, so viele sollte im Laufe seiner Karriere bei keiner weiteren Station mehr erzielen. Nach einem kleinen Intermezzo bei Norwich City im Jahr 1958, spielte er danach bis ins Jahr 1960 bei Mansfield Town in der dritten Liga. Von 1960 bis 1962 ging es dann weiter nach Peterborough United, wo er mit 82 Einsätzen und 12 Toren jeweils seinen zweitbesten Karrierewert erreichen konnte. Seine letzte Station sollte von 1962 bis 1966 weiter in der vierten Liga bei den Doncaster Rovers erfolgen, hier kam er innerhalb dieser vier Jahre auf ganz 128 Einsätze.
Er verstarb am 5. November 2012 im Alter von 77 Jahren in Folge einer langen Krankheit.